# Cisticola pipiens
El cistícola gorjeador (Cisticola pipiens) es una especie de ave paseriforme de la familia Cisticolidae propia del sur de África central.

## Distribución y hábitat
Se encuentra principalmente en el sur de África central, distribuido por Angola, Botsuana, Burundi,  Namibia, el sur de la República Democrática del Congo,Tanzania, Zambia y Zimbabue.
Su hábitat natural son los humedales y los herbazales húmedos tropicales.